# Kontrola parzystości
Kontrola parzystości – metoda wykrywania przekłamań w transmitowanych wiadomościach. Polega na dodawaniu do wysyłanej wiadomości bitu kontrolnego. W zależności od przyjętej konwencji bit ten nazywany jest bitem parzystości lub bitem nieparzystości. Kontrola parzystości opiera się na parzystości sumy bitów wiadomości, której nie należy mylić z parzystością wiadomości potraktowanej jako liczba dwójkowa. Tę drugą parzystość można odczytać wprost z najmniej znaczącego bitu wiadomości.

## Bit parzystości
Bitem parzystości nazywa się bit kontrolny, który przyjmuje wartość 1, gdy liczba jedynek w przesyłanej wiadomości jest nieparzysta, lub 0, gdy parzysta. Innymi słowy – bit parzystości sprawia, że wiadomość ma zawsze parzystą liczbę jedynek. W tym wariancie bit parzystości można obliczyć, wykonując sumę modulo dwa na wszystkich bitach wiadomości:
{\displaystyle \mathrm {parzysto{\acute {s}}{\acute {c}}} =x_{0}\oplus x_{1}\oplus \ldots \oplus x_{n-1},}
gdzie n to liczba bitów wiadomości.

### Przykłady
- Wiadomość 101111012 ma parzystą liczbę jedynek, więc bit parzystości wynosi 0. Wiadomość z dołączonym bitem parzystości to 1011110102.
- Wiadomość 011100112 ma nieparzystą liczbę jedynek, więc bit parzystości wynosi 1. Wiadomość z dołączonym bitem parzystości to 0111001112.

## Bit nieparzystości
Bitem nieparzystości nazywa się bit kontrolny, który jeśli jest ustawiony na 1, to oznacza, że liczba jedynek w wiadomości jest parzysta. Bit nieparzystości oblicza się, wykonując sumę modulo dwa na wszystkich bitach, a następnie negując wynik.

## Typy kontroli
- None brak kontroli
- Even (parzystości) bit przyjmuje wartość 1, gdy liczba bitów wysokich jest nieparzysta, gdy parzysta przyjmuje wartość 0
- Odd (nieparzystości) bit przyjmuje wartość 1, gdy liczba bitów wysokich jest parzysta, gdy nieparzysta przyjmuje wartość 0
- Mark (zawsze wysoki) bit zawsze przyjmuje wartość 1, gdy przyjmuje wartość 0, transmisja uznana jest za błędna
- Space (zawsze niski) bit zawsze przyjmuje wartość 0, gdy przyjmuje wartość 1, transmisja uznana jest za błędna

### Przykłady
- Wiadomość 101111012 ma parzystą liczbę jedynek, więc bit nieparzystości wynosi 1. Wiadomość z dołączonym bitem nieparzystości to 1011110112.
- Wiadomość 011100112 ma nieparzystą liczbę jedynek, więc bit nieparzystości wynosi 0. Wiadomość z dołączonym bitem nieparzystości to 0111001102.